# Diplodiscus suluensis
Diplodiscus suluensis là một loài thực vật có hoa trong họ Cẩm quỳ. Loài này được (Warb. ex Perkins) Burret mô tả khoa học đầu tiên năm 1926.